# Droids
Droids, parfois appelé The Droids, est un groupe de synthpop français. 

## Biographie
Le duo, composé de Fabrice Cuitad et Yves Hayat, ne compte qu'un seul album, Star Peace, publié en 1978, inspiré par le film La Guerre des étoiles, et dont le morceau le plus connu est (Do You Have) the Force (apparaissant dans le film "l'enfer des armes" de Tsui Hark). Ce disque est quasiment introuvable dans son édition originale vinyle (chez Barclay), mais il est réédité en CD chez Repeat Records en 2008. Le claviériste Richard Lornac participe à l'enregistrement de tous les titres de l'album,.
Leur morceau The Force fait l'objet d'une reprise par Ed Starink, dans le volume 3 de la compilation Synthesizer Greatest en 1989, et dans le volume 2 de la déclinaison française, Synthétiseur en 1989. Ce même titre apparait sur la compilation So Young but so Cold: Underground French Music 1977-1983 publiée en 2004 par le label Tigersushi et le titre Shanti Dance est lui disponible sur la compilation Cosmic Machine - A Voyage Across French Cosmic and Electronic Avantgarde (1970-1980) publiée en 2013 par Because Music.